# Saint-Quentin-la-Poterie
Saint-Quentin-la-Poterie è un comune francese di 3 025 abitanti situato nel dipartimento del Gard, nella regione dell'Occitania.

## Società

### Evoluzione demografica
Abitanti censiti